# Ring Northside 777
Ring Northside 777 (originaltitel: Call Northside 777) är en amerikansk film noir från 1948 i regi av Henry Hathaway. Huvudrollerna spelas av James Stewart, Richard Conte och Lee J. Cobb.

## Handling
Frank Wiecek (Richard Conte) döms 1932 för mord på en polisman. 11 år senare, sätter hans mor in en annons i tidningen och utlovar en stor belöning för information om den riktiga mördaren, vilket intresserar reportern P.J. McNeal (James Stewart). Allt eftersom P.J blir övertygad om att Wiecek är oskyldig så blir han mer och mer motarbetad av polisen.

## Om filmen
Filmen bygger på Joseph Majczeks liv, han blev felaktigt dömd för mordet på en polisman i Chicago 1933.

## Rollista (i urval)
- James Stewart - P.J. McNeal (baserad på reportern James McGuire)
- Richard Conte - Frank Wiecek (baserad på Joseph Majczek)
- Lee J. Cobb - Brian Kelly (baserad på redaktören Karin Walsh)
- Helen Walker - Laura McNeal
- Betty Garde - Wanda Skutnik (baserad på vittnet Vera Walush)
- Kasia Orzazewski - Tillie Wiecek (baserad på Tillie Majczek)
- Joanne De Bergh - Helen Wiecek
- Howard Smith - K.L. Palmer
- Moroni Olsen - Styrelseordförande i frigivningsnämnden
- J.M. Kerrigan - Sullivan
- John McIntire - Sam Faxon
- Paul Harvey - Martin J. Burns
- George Tyne - Tomek Zaleska (baserad på Theodore Marcinkiewicz)
- Michael Chapin - Frank Wiecek Jr.
- Leonarde Keeler - Sig själv - uppfinnaren av Lögndetektorn
- E. G. Marshall - Rayska
- Thelma Ritter - Receptionisten
- Lionel Stander - Corrigan – Wieceks cellgranne
- Truman Bradley - Berättaren